# Carcinopyga nuytenae
Carcinopyga nuytenae là một loài bướm đêm thuộc phân họ Arctiinae, họ Erebidae.